# 11 Karpacka Dywizja Piechoty

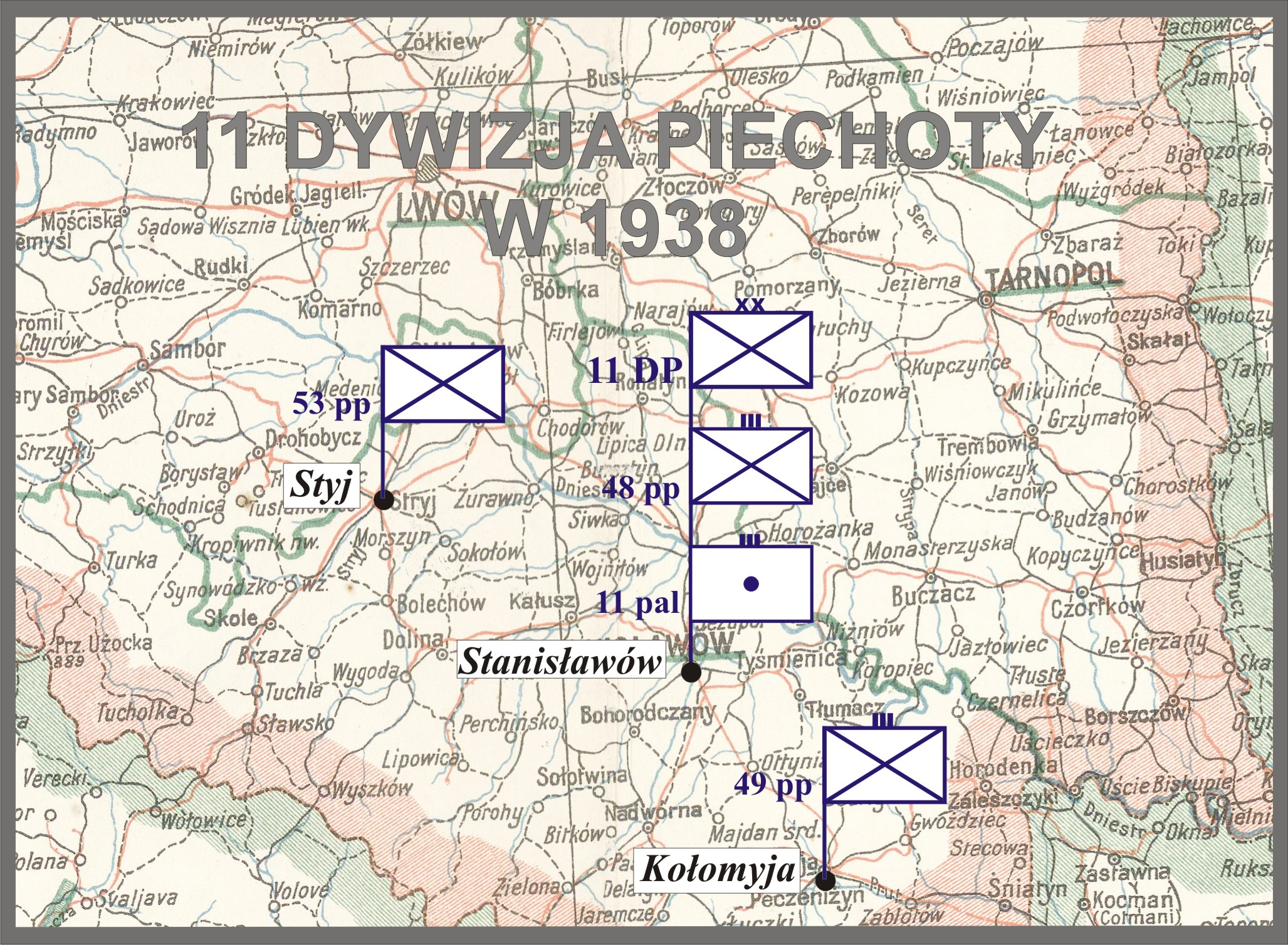
11 DP w 1938

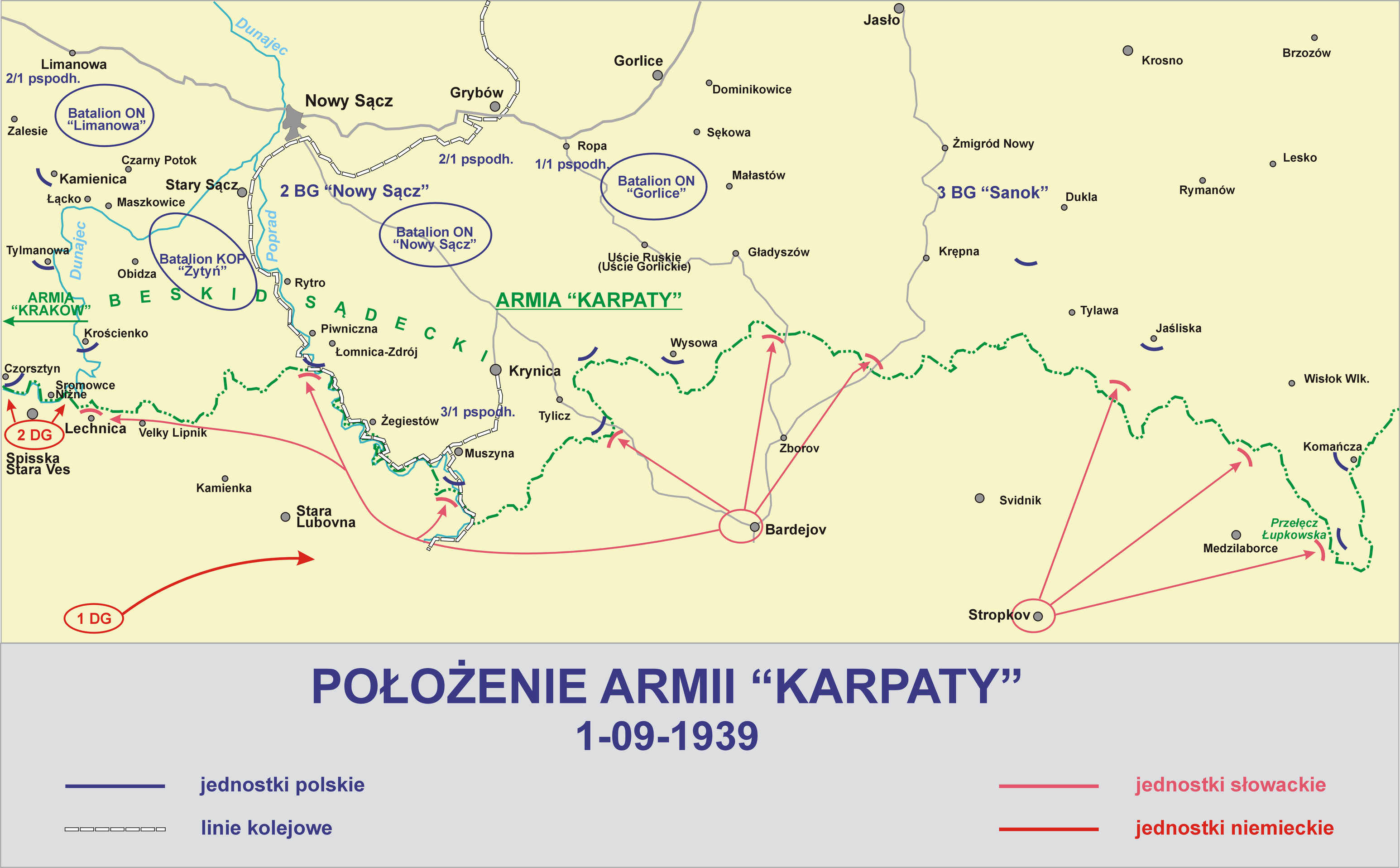
Dywizja walczyła w składzie armii od 5 września 1939

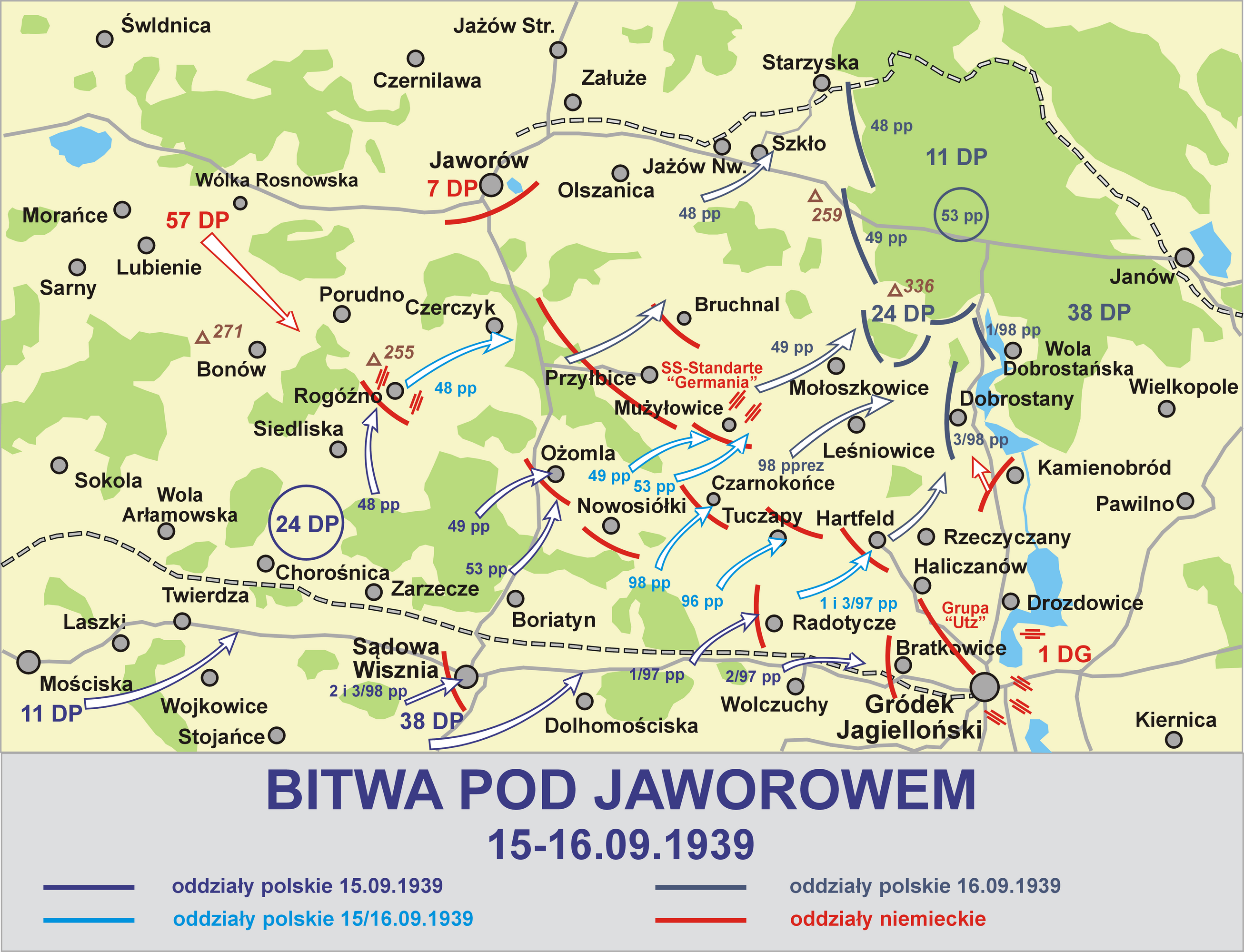

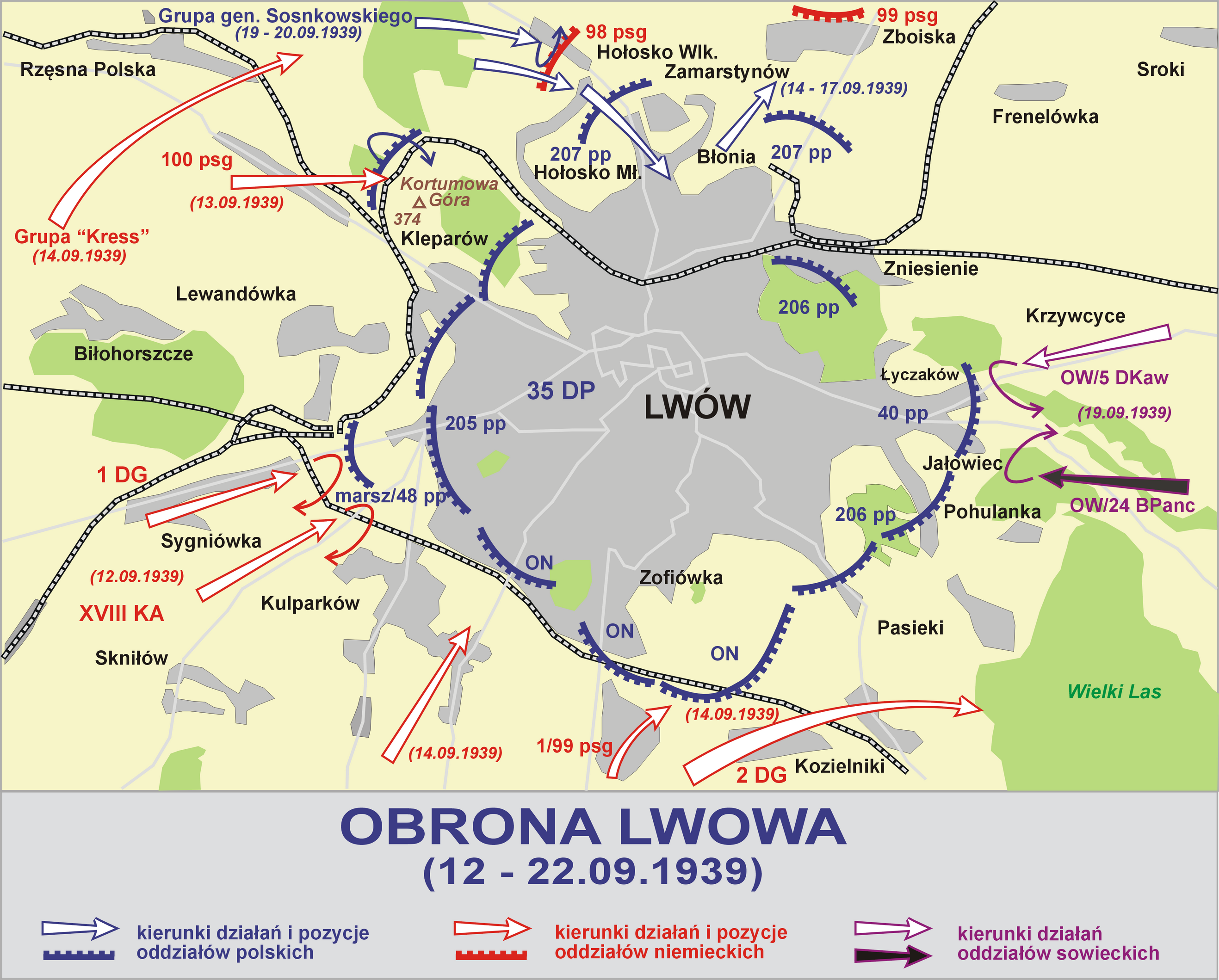

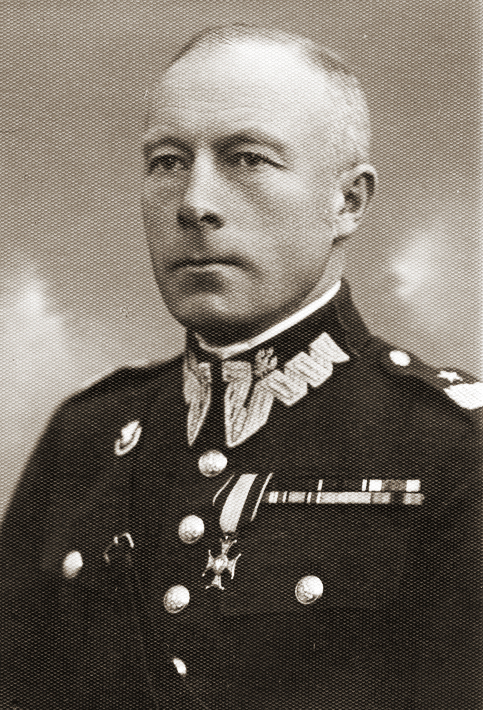
Kazimierz Łukoski

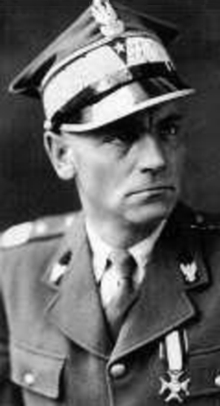
Bronisław Prugar-Ketling

11 Karpacka Dywizja Piechoty (11 DP) – wielka jednostka piechoty Wojska Polskiego II RP.
W okresie  międzywojennym dowództwo 11 DP stacjonowało w Stanisławowie. W jej skład w 1923 wchodziły: 48 pp, 49 pp i 53 pułk piechoty.

W czasie kampanii wrześniowej dywizja walczyła w składzie Armii „Karpaty”. W rejon walk dowieziona koleją, skoncentrowała się w rejonie Jasła. Od 7 września znajdowała się w odwrocie. Walczyła w rejonie Przemyśla, w nocy z 15 na 16 września rozbiła pod Mużyłowicami, w Czarnokońcach i Szumlakach oddział pancerny SS „Germania”. W marszu na Lwów stanowiła trzon sił Frontu Południowego. Walczyła w Lasach Janowskich i nad Wereszycą. Zniszczona 20 września na przedpolach Lwowa.
W 1944, zgodnie z planem odtwarzania sił zbrojnych, Okręg Stanisławów Armii Krajowej wystawił 11 Karpacką Dywizję Piechoty AK.

## Dywizja w walce o granice
1 września 1919, w wyniku zjednoczenia Armii gen. Hallera z Armią Krajową 2 Dywizja Strzelców Polskich została przemianowana na 11 Dywizję Piechoty. W jej skład weszły 46., 47., 48. i 49 pułk piechoty.
Będąc w składzie Armii Rezerwowej według stanu z 1 czerwca jej stan bojowy przedstawiał się następująco: oficerów – 122, podoficerów i szeregowych – 7051, karabinów maszynowych – 96, dział polowych – 18, dział ciężkich – 4.
W czasie wojny polsko-bolszewickiej dywizja uczestniczyła w Bitwie Warszawskiej w sierpniu 1920 r., zajmując pozycje obronne na przedmościu warszawskim (na odcinku Nieporęt–Rembertów). We wrześniu, podczas bitwy nad Niemnem, oddziały dywizji walczyły w składzie 4 Armii, prowadząc natarcie wzdłuż linii kolejowej Prużana–Baranowicze.

## Dywizja w okresie pokoju
W okresie pokoju dowództwo i sztab dywizji stacjonowały w Stanisławowie. Poszczególne oddziały i pododdziały stacjonowały w Stanisławowie, Stryju i Kołomyi.
20 lutego 1937 minister spraw wojskowych generał dywizji Tadeusz Kasprzycki nadał 11 Dywizji Piechoty nazwę „11 Karpacka Dywizja Piechoty” oraz ustalił dla żołnierzy tej dywizji emblemat przedstawiający dwa liście dębowe z gałązką limby, przytrzymane krzyżem huculskim. Minister zezwolił na noszenie emblematów od chwili ogłoszenia rozkazu, natomiast zobowiązał do ich noszenia od 1 stycznia 1938.
12 kwietnia 1937 Minister Spraw Wojskowych nadał I batalionowi 49 pułku piechoty nazwę „huculski batalion Legionów Polskich” oraz wprowadził „specjalne części umundurowania” dla żołnierzy 11 Karpackiej Dywizji Piechoty w postaci pióra do czapki – rogatywki garnizonowej i peleryny typu podhalańskiego, a dla żołnierzy huculskiego batalionu Legionów Polskich dodatkowo – kapelusza huculskiego.

### Obsada personalna w marcu 1939 roku
Ostatnia „pokojowa” obsada personalna dowództwa dywizji:
| Stanowisko                  | Stopień, imię i nazwisko                    |
| --------------------------- | ------------------------------------------- |
| dowódca dywizji             | gen. bryg. Kazimierz Łukoski                |
| dowódca piechoty dywizyjnej | płk dypl. Bronisław Prugar-Ketling          |
| szef sztabu                 | ppłk dypl. art. Wacław Popiel               |
| I oficer sztabu             | kpt. dypl. art. Aleksander Jedziniak        |
| II oficer sztabu            | kpt. adm. (piech.) Edward Saturnin Uszyński |
| komendant rejonu PW konnego |                                             |
| dowódca łączności           | mjr łączn. Józef Albin Schubert             |
| oficer taborowy             | kpt. tab. Grzegorz Romaszkan                |
| oficer intendentury         | kpt. int. z wsw Alfred Gubrynowicz          |

## Walki dywizji w kampanii wrześniowej
11 Karpacka Dywizja Piechoty pod dowództwem płk. dypl. Bronisława Prugar-Ketlinga weszła przed wojną w skład Armii „Kraków” jako jednostka drugorzutowa. Zmobilizowana została w rejonie: Stryj, Stanisławów, Kołomyja. Mniejszości narodowe stanowiły w pułkach do około 40% ogółu żołnierzy. 
Miała skoncentrować się w rejonie Zawiercia w dniach 6–7 września 1939. Przewidziana była do działań na styku Krakowskiej Brygady Kawalerii z GO „Śląsk” i 7 Dywizją Piechoty. W trakcie działań wojennych pierwotne plany uległy jednak zmianie i dywizja walczyła w ramach Armii „Karpaty”.
W dniach 3 i 4 września pododdziały dywizji wyładowały się z transportu kolejowego w rejonie Bochnia–Brzesko z rozkazem obsadzenia linii Dunajca w celu osłonięcia skrzydła grupy wojsk działającej na linii Wadowice, Maków, Mszana Dolna. Do miejsca koncentracji dotarła jednakże tylko część dywizji bez dywizyjnej kompanii przeciwpancernej, kompanii kolarzy, dywizjonu artylerii ciężkiej, baterii przeciwlotniczej, szpitala polowego i  6 kolumn taborowych, które z powodu bombardowań lotniczych znalazły się w Rzeszowie. Dywizja weszła od razu w kontakt z nieprzyjacielem, zaczynając działania defensywne. 
Rano 6 września dowódca zameldował się u dowódcy Grupy Operacyjnej „Jasło” gen. Kazimierza Łukoskiego, od którego otrzymał rozkaz obrony Wisłoki na północ od Jasła od Kołaczyc do Brzostka włącznie. Po wyładowaniu się pododdziały dywizji przystąpiły do budowy pozycji obronnej. Jeszcze przez cały dzień przybywały transporty z pododdziałami dywizji. Do wieczora prawie całość wojsk dywizji, z wyjątkiem elementów zatrzymanych przez Armię „Kraków” w rejonie Bochni, znalazła się w wyznaczonych rejonach.
Odcinek obrony dywizji podzielono na dwa pododcinki, z których północny obsadził 48 pułk piechoty, a południowy – 49 pułk piechoty. 53 pułk piechoty pozostał w odwodzie w rejonie Sieklówka – Warzyce. Stanowisko dowodzenia rozmieszczono w Lubli.
W nocy z 6 na 7 września dowódcy 11 DP podporządkowano 2 Brygadę Górską płk. Aleksandra Stawarza. Płk. dypl. Prugar-Ketling zaproponował wycofanie 2 BG do rejonu Jasła i oparcie jej prawego skrzydła o swoją dywizję, przy jednoczesnym osłonięciu kierunku Żmigród Nowy – Rymanów siłami 3 Brygady Górskiej płk. Jana Kotowicza. Dowódca GO „Jasło” zgodził się na te propozycje.
7 września dywizja rozpoczęła odwrót znad Wisłoki. Następnego dnia rozkazał dalszy odwrót pod Barycz.
11 września dywizja znajdowała się w rejonie Dubiecka koło Przemyśla. 11 i 12 września w rejonie Birczy ciężkie walki obronne stoczyła 24 Dywizja Piechoty, nie doczekując się nakazanego wcześniej wsparcia ze strony 11 DP. 24 DP wycofała się  pod Przemyśl. Po krwawych bitwach pod Dynowem, Krzywczą i Dubieckiem w jej ślady poszła 11 Karpacka Dywizja Piechoty. 12 września cofająca się spod Rzeszowa kompania kolarzy 11. Dywizji weszła w skład improwizowanej Grupy „Żółkiew”.
W dniach 14–16 września w walkach w rejonie Jaworowa i Sądowej Wiszni dywizja, wspólnie z 38 DP rozbiła niemiecki pułk SS „Germania” (bitwa pod Jaworowem). Rankiem 17 września dywizja miała 6 batalionów piechoty (3 pozostałe walczyły w oderwaniu od niej) każdy po 600–400 bagnetów, i liczyła jeszcze ok. 8–9 tysięcy żołnierzy i oficerów, a jej artyleria polowa składała się z 24 dział lekkich i 6 ciężkich. Tego dnia dywizja broniła wschodniego skraju Lasów Janowskich, zamykając przed nieprzyjacielem ważny kierunek komunikacyjny z Jaworowa do Lwowa. Wstrzymała tu natarcie niemieckich 7 i 57 DP.
Po oderwaniu się od wroga 18 września jej pododdziały zmierzające do Lwowa natknęły się na niemieckie wojska pod Lelechówką i Rzęsną Ruską. Przebić zdołały się tylko oddziały pierwszorzutowe, reszta zaś musiała szukać innej drogi. Ostatecznie w Brzuchowicach zebrało się nie więcej niż dwa bataliony i część artylerii. Tu stworzono z nich dwubatalionowy pułk. 19 września pod Lwowem oddziały generała Sosnkowskiego usiłowały przełamać niemiecką zaporę zagradzającą im dostęp do miasta, jak dotąd bezskutecznie. Około godziny 16:00 rozpoczęło się natarcie. Pierwsza otwarła ogień 11. KDP wzdłuż drogi Brzuchowice–Hołosko. Doszło do zaciętych walk wręcz, jednak niemieckiej 1. Dywizji Górskiej udało się utrzymać swoje pozycje. Po południu 20 września oddziały generała Sosnkowskiego ruszyły do ostatniego – jak się później okazało – natarcia w kierunku Lwowa. W tym samym momencie pod Zboiskami i Winnikami pojawiły się sowieckie czołgi. Lwów był od tego momentu praktycznie całkowicie okrążony – przez Sowietów i Niemców.
Sowieci szybko rozszerzyli pierścień okrążenia na oddziały walczące na północ, zachód i południe od miasta – w tym wojska generała Sosnkowskiego. Po dwudniowych zaciekłych walkach w 11. DP zostało ok. 800–1000 bagnetów, a do Lwowa przebił się 20 września pod Hołoskiem jedynie zbiorczy batalion mjr. Eugeniusza Lityńskiego w sile zaledwie 150 bagnetów. Wkrótce wojska niemieckie otrzymały rozkaz pozostawienia Lwowa Armii Czerwonej. Przed południem 21 września 1. Dywizja Górska oraz oddziały XVIII Korpusu Armijnego generała Baiera kontynuowały odwrót spod Lwowa w kierunku za rzekę San. Były podczas tego odwrotu stopniowo luzowane przez oddziały sowieckie.
Po południu tego dnia silne oddziały sowieckie podeszły do wysuniętych polskich stanowisk pod Lwowem. Generał Langner nakazał otworzyć ogień. Po godzinie walki Sowieci zaczęli się cofać. Langner otrzymał meldunek, że Sowieci chcą negocjować. Generał spotkał się z komisarzem politycznym, pułkownikiem Makarowem, w pobliżu Lesienic:
„Zapytałem, czego sobie życzą. Oświadczył mi, że Armia Czerwona walczy z Niemcami a on ze swymi czołgami chce przejechać przez Lwów. Odparłem, że nie prowadzimy wojny z ZSRR oraz że dla jego czołgów jest dosyć miejsca na północ i na południe od miasta. Ponadto wolno mi negocjować jedynie z najwyższym rangą dowódcą.”
Ustalono więc zawieszenie broni. Po kilku godzinach poinformowano generała Langnera, że dowódca korpusu pancernego w randze generała prosi go o przybycie 22 IX 1939 o godzinie 8:00 do Winnik. W tym samym czasie oddziały generała Sosnkowskiego były już całkowicie okrążone przez wojska sowieckie. W wielu miejscach dochodziło do wymiany ognia i drobnych walk. Z powodu beznadziejnej sytuacji i informacji o zawieszeniu broni we Lwowie, otoczone oddziały generała Sosnkowskiego (między nimi także oddziały 11. Dywizji Piechoty) wieczorem dnia 21 września złożyły broń pod Laszkami Murowanymi. Jednakże część oddziałów – także z 11. DP – zdecydowało się przebijać do granicy węgierskiej. Części żołnierzy to się udało – wśród nich generałowi Sosnkowskiemu oraz dowódcy 11. KDP generałowi Prugar-Ketlingowi. Tak dobiegł końca szlak bojowy 11. KDP w wojnie obronnej.
Ośrodek Zapasowy dywizji znajdował się w Stanisławowie. 17 września były to dwa bataliony tj. ok. 1400 żołnierzy. Agresja sowiecka uniemożliwiła wykorzystanie potencjału OZ w obronie „Przedmościa rumuńskiego”. Żołnierzy ewakuowano za granicę.

### Ordre de Bataille i obsada personalna we wrześniu 1939
Planowana Ordre de Bataille i obsada personalna 11 Karpackiej DP w kampanii wrześniowej 1939 roku. W nawiasach podano nazwy jednostek mobilizujących oraz stanowiska służbowe oficerów dywizji zajmowane przed mobilizacją.
Kwatera Główna 11 DP
- Dowództwo
  - dowódca dywizji – płk dypl. Bronisław Prugar-Ketling
  - dowódca piechoty dywizyjnej – wakat
  - dowódca artylerii dywizyjnej – płk art. Władysław Gruiński
    - oficer sztabu – mjr Paweł Bole
    - oficer sztabu – kpt. Marian Siewiński
    - oficer łączności – por. Paweł Fernezy

  - dowódca saperów dywizyjnych – mjr Włodzimierz Kupryk
  - dowódca kawalerii dywizyjnej – rtm. Józef Dąbrowski
  - szef służby sprawiedliwości – mjr Adam Marian Szediwy
  - szef duszpasterstwa – kpt. ks. Walerian Święcicki
- Sztab
  - szef sztabu – ppłk dypl. art. Wacław Popiel
    - oficer informacyjny – kpt. Bronisław de Ville
    - oficer operacyjny – kpt. dypl. Edward Hełczyński
    - dowódca łączności – kpt. Stanisław Gospodarczyk
    - kwatermistrz – kpt. dypl. Aleksander Jedziniak
    - szef służby uzbrojenia – kpt. Zieliński Adam
    - szef służby intendentury – kpt. int. z wsw Alfred Gubrynowicz †1940 Ukraina[15]
    - szef służby zdrowia – mjr lek. dr Tadeusz Stefan Daszkiewicz †1940 Kalinin[16]
    - szef służby weterynaryjnej – kpt. Zbigniew Seweryn Wiszniewski (mjr lek. wet. Furdyna Kazimierz?)
    - tabory – rtm. Romaszkan Grzegorz
    - szef służby żandarmerii – kpt. Franciszek Kugler
    - kompania sztabowa – por. Stępień Teofil
- 48 pułk piechoty Strzelców Kresowych – płk Walenty Nowak
- 49 Huculski pułk strzelców – ppłk dypl. Karol Hodała
- 53 pułk piechoty Strzelców Kresowych – ppłk dypl. Szymon Kocur
- 11 Karpacki pułk artylerii lekkiej – ppłk Czesław Obtułowicz (I zastępca dowódcy 11 pal)
- 11 dywizjon artylerii ciężkiej z plutonem taborowym nr 11 – mjr Zygmunt Dobrowolski
- 11 batalion saperów (Ośrodek Sapersko-Pionierski 11 DP w Stryju) – mjr Włodzimierz Kupryk
- bateria artylerii przeciwlotniczej motorowa nr 11 typ A (6 dywizjon artylerii przeciwlotniczej we Lwowie) – kpt. Tadeusz Dobiesław Hordyński
- szwadron kawalerii dywizyjnej (szwadron KOP „Zaleszczyki”") – rtm. Józef Dąbrowski
- kompania kolarzy nr 62 (49 pp) – por. Roman Mazurek
- samodzielna kompania karabinów maszynowych i broni towarzyszącej nr 62 (53 pp) – por. Jan Terenkoczy
- pluton pieszy żandarmerii nr 11 (pluton żandarmerii Stanisławów) – kpt. Franciszek Kugler
- kompania telefoniczna 11 DP (kompania łączności 11 DP) – por. Piotr Lichtarowicz
- pluton łączności KG 11 DP (jak wyżej) – por. Roman Górski
- pluton radio 11 DP (jak wyżej)
- drużyna parku łączności 11 DP (jak wyżej)
- kompania asystencyjna nr 162 (48 pp)
- kompania sanitarna nr 602 (48 pp) – mjr dr med. Jan Bernacki
- szpital polowy nr 602 (6 kadra mobilizująca 6 Szpitala Okręgowego we Lwowie)
- zespół przeciwgazowy nr 602 (jak wyżej)
- polowa kolumna dezynfekcyjno-kąpielowa nr 602 (jak wyżej)
- polowa pracownia bakteriologiczno-chemiczna nr 602 (jak wyżej)
- polowa pracownia dentystyczna nr 602 (jak wyżej)
- dowództwo grupy marszowej służb nr 609 (kadra 6 dywizjonu taborów w Jaworowie)
- dowództwo grupy marszowej służb nr 610 (jak wyżej)
- kolumna taborowa parokonna nr 609 (48 pp)
- kolumna taborowa parokonna nr 610 (49 pp)
- kolumna taborowa parokonna nr 611 (53 pp)
- kolumna taborowa parokonna nr 612 (11 pal)
- kolumna taborowa parokonna nr 613 (kadra 6 dywizjonu taborów w Jaworowie)
- kolumna taborowa parokonna nr 614 (jak wyżej)
- kolumna taborowa parokonna nr 615 (jak wyżej)
- kolumna taborowa parokonna nr 616 (jak wyżej)
- warsztat taborowy parokonny nr 609 (11 pal)
- samodzielny patrol meteo nr 11 (11 pal)
- pluton parku uzbrojenia nr 602 (11 pal)
- park intendentury typ I nr 602 (Składnica Materiału Intendenckiego Nr 18 w Stanisławowie)
- sąd polowy nr 11 (dowództwo 11 DP) – kpt. aud. Józef Szymaszkiewicz
- poczta polowa nr 117 (Dyrekcja Okręgowa Poczty i Telegrafu we Lwowie)

Na terenie Okręgu Korpusu Nr VI, w składzie wojsk krajowych, pozostały:
- batalion marszowy 48 pp – mjr Szymański Edward (w obronie Lwowa)
- batalion marszowy 49 pp – mjr Kiknadze Irakli (3 baon w 3 pp ON w GO „Stryj”)

## Obsada personalna dowództwa dywizji
Dowódcy dywizji
- gen. armii franc. Louis Modelon (V – VIII 1919)
- gen. ppor. Gustaw Ostapowicz (VIII – IX 1919)
- gen. ppor. Stanisław Świacki (1919)
- gen. ppor. Jakub Gąsiecki (1919 – 28 VI 1920)
- płk Bolesław Jaźwiński (1920)
- gen. bryg. Albin Jasiński (1920 – 3 II 1925[17])
- gen. bryg. Aleksander Kowalewski (3 II 1925 – 7 III 1927[18])
- gen. bryg. Kazimierz Łukoski (7 III 1927 – 7 VII 1939)
- płk dypl. Bronisław Prugar-Ketling (1939)

Dowódcy piechoty dywizyjnej
- płk piech. Stanisław Wrzaliński (1923-1924)
- płk SG Stanisław Kwaśniewski (20 III 1925[19] – I 1926)
- płk SG Jerzy Wołkowicki (IV 1926[20] – 7 III 1927)
- płk dypl. Władysław Pieniążek (7 III 1927 – 1935)
- płk piech. Julian Janowski (VII 1936 – V 1938)
- płk dypl. Bronisław Prugar-Ketling (X 1938 – VIII 1939)

Szefowie sztabu
- mjr armii franc. Duche (1919)
- płk dypl. Henryk Bobkowski (1919 – 1921)
- ppłk Romuald Kohutnicki (1920)
- mjr SG Tadeusz Alf-Tarczyński (15 X 1921 – 1924)
- mjr SG (art.) Stanisław Turek (1924 – 12 I 1927 → dowódca I/7 pap)
- mjr / ppłk SG (piech.) Kazimierz Dziurzyński (od 12 I 1927 – 5 XI 1928 → dowódca baonu w 26 pp)
- mjr SG (art.) Jerzy Stępniewski (od 5 XI 1928 – 20 IX 1930 → Oddział IV SG[21])
- mjr dypl. art. Tadeusz Strutyński (20 IX 1930[21] – 20 IX 1933 → dowódca dyonu w 27 pal[22])
- mjr dypl. art. Edward Maliszewski (20 IX 1933[22] – 15 IX 1935 → wykładowca w CWPiech[23].)
- mjr / ppłk dypl. art. Wacław Popiel (VIII 1935[23] – IX 1939)